# Tillandsia rodrigueziana
Tillandsia rodrigueziana là một loài thuộc chi Tillandsia. Đây là loài bản địa của México.

## Hình ảnh

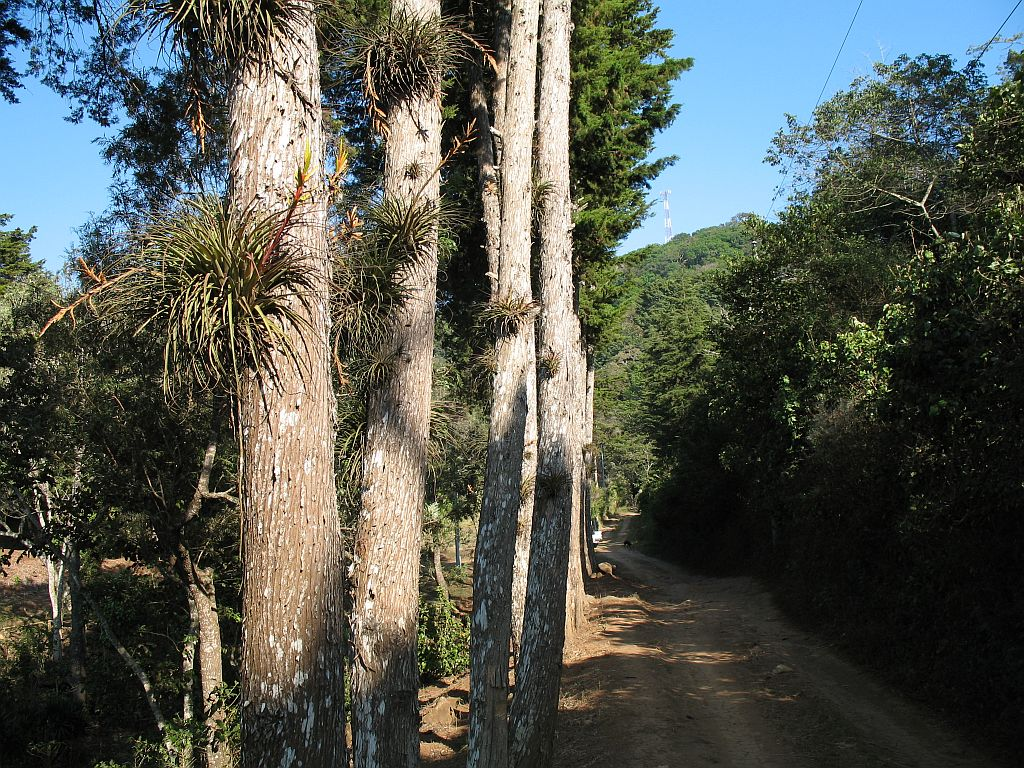

## Giống
- Tillandsia 'Tiki Torch'